# Die Liebeskümmerer
Die Liebeskümmerer (lit. ‘Els enamorats’) és un llargmetratge alemany de 2024 dirigit per Shirel Peleg basat en un guió d'Antonia Rothe-Liermann i Malte Welding i protagonitzat per Rosalie Thomass i Laurence Rupp. Es tracta d'una comèdia romàntica i es va estrenar a Netflix el 14 de febrer de 2024. S'ha subtitulat al català.

## Producció i rodatge
El rodatge va tenir lloc de l'11 d'octubre al 29 de novembre de 2022 a Berlín, Brandenburg i Mecklenburg-Pomerània Occidental.
La pel·lícula la va produir UFA Fiction (amb la productora Nataly Kudiabor i les productores executives Leonie Franziska Geisinger i Leslie-Alina Schäfer). La fotografia va ser dirigida per Stephan Burchardt; Yvonne Tetzlaff es va encarregar del muntatge; i Nina Haun, del càsting. Jasmin Reuter va compondre la banda sonora de la pel·lícula. El so va ser dissenyat per Philipp Sehling i Dominik Rätz; el disseny de vestuari, per Heike Fademrecht; i el disseny de producció, per Alexandra Pilhatsch.
Elena-Katharina Sohn va fundar l'agència Die Liebeskümmerer l'any 2011, especialitzada en serveis psicològics relacionats amb el desamor, l'amor i les relacions. La seva guia Goodbye Heartbreak va servir d'inspiració per a la producció de Netflix.